# アイスランドのフィヨルド
アイスランドのフィヨルドではアイスランドのフィヨルドを一覧する。おおむねアイスランド本島の外周を時計回りに一周するように並べた。
フィヨルド（峡湾）をアイスランド語では fjörður （フィヨルズル、フィヨルズゥル）と表記する。

## 一覧

### ファクサ湾

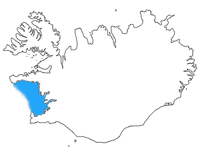
ファクサ湾の位置

以下は、ファクサ湾（Faxaflói, ファクサフロゥイ）にあるフィヨルドである。ファクサ湾はアイスランドの西部にあり、首都レイキャヴィークが面している。
- Stakksfjörður - スタックスフィヨルズル
- Hafnarfjörður - ハフナルフィヨルズル
- Skerjafjörður - スキェーリャフィヨルズル
- Kollafjörður (Faxaflóa) - コトラフィヨルズル (ファクサ湾)
- Hvalfjörður - クヴァールフィヨルズル
- Borgarfjörður - ボルガルフィヨルズル
- Haffjörður (Hafursfjörður) - ハーヴフィヨルズル（ハーヴルスフィヨルズル）

### ブレイザフィヨルズル

アイスランドの西部から北部にかけての湾の名前

以下は、ブレイザフィヨルズル（Breiðafjörður）湾にあるフィヨルドである。ブレイザフィヨルズルはファクサ湾の北にあり、それ自体が巨大なフィヨルドである。
- 湾南部のスナイフェルスネース半島（Snæfellsnes）北側から湾内部へかけての海岸にあるフィヨルド
  - Grundarfjörður - グルンダルフィヨルズル
  - Kolgrafafjörður - コルグラーヴァフィヨルズル
  - Hraunsfjörður - フロインスフィヨルズル
  - Vigrafjörður - ヴィーグラフィヨルズル
  - Álftafjörður (Snæfellsnesi) - アゥルタフィヨルズル (スナイフェルスネース半島)
  - Hvammsfjörður - クヴァムスフィヨルズル
- 湾北岸のバルザストロント（Barðaströnd）海岸にあるフィヨルド
  - Gilsfjörður - ギルスフィヨルズル
  - Króksfjörður - クロゥクスフィヨルズル
  - Berufjörður (Barðaströnd) - ベールフィヨルズル (バルザストロント)
  - Þorskafjörður - ソルスカフィヨルズル
    - Djúpifjörður - デューピフィヨルズル
    - Gufufjörður - グーヴフィヨルズル

  - Kollafjörður (Barðaströnd) - コトラフィヨルズル (バルザストロント)
  - Kvígindisfjörður - クヴィーインディスフィヨルズル
  - Skálmarfjörður - スカゥルマルフィヨルズル
    - Vattarfjörður - ヴァッタルフィヨルズル

  - Kerlingarfjörður - キェルトリンガルフィヨルズル
    - Mjóifjörður (Barðaströnd) - ミョゥイフィヨルズル (バルザストロント)

  - Kjálkafjörður - キャゥルカフィヨルズル
  - Vatnsfjörður (Barðaströnd) - ヴァスフィヨルズル (バルザストロント)

### 西部フィヨルド

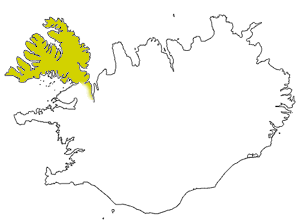
西部フィヨルドの位置

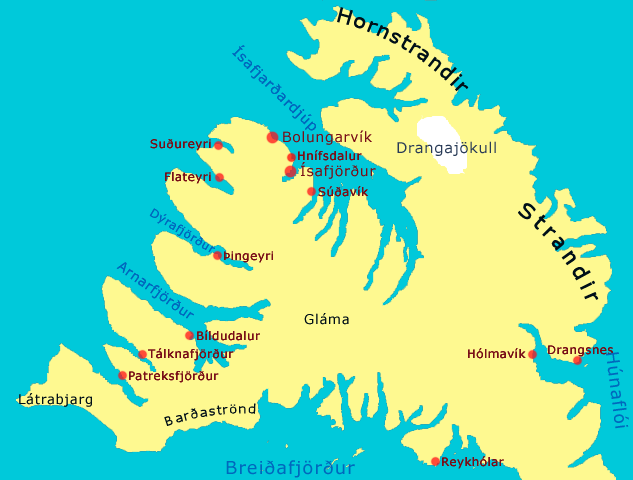
西部フィヨルドの地図

以下は、西部フィヨルド（Vestfirðir, ヴェストフィルジル）地方にあるフィヨルドである。西部フィヨルドとはアイスランドの北西部から突き出るようにして在る地域のことである。
- Patreksfjörður - パトレークスフィヨルズル
- Tálknafjörður - タゥルクナフィヨルズル
- Arnarfjörður - アルトナールフィヨルズル
  - Suðurfirðir - スーズルフィルジル
    - Fossfjörður - フォスフィヨルズル
    - Reykjarfjörður (Arnarfirði) - レイキャルフィヨルズル (アルトナールフィルジル)
    - Trostansfjörður - トロスタンスフィヨルズル
    - Geirþjófsfjörður - ゲェイルショゥフスフィヨルズル

  - Borgarfjörður (Arnarfirði) - ボルガルフィヨルズル (西部フィヨルド)
- Dýrafjörður - ディーラフィヨルズル
- Önundarfjörður - エヌンダールフィヨルズル
- Súgandafjörður - スーガンダフィヨルズル
- Ísafjarðardjúp - イーサフィヤルザルデュープ
  - Skutulsfjörður - スクートゥルスフィヨルズル
  - Álftafjörður (Ísafjarðardjúpi) - アゥルタフィヨルズル (イーサフィヤルザルデュープ)
  - Seyðisfjörður (Ísafjarðardjúpi) - セイジスフィヨルズル (西部フィヨルド)
  - Hestfjörður - ヘストフィヨルズル
  - Skötufjörður - スコトゥフィヨルズル
  - Mjóifjörður (Ísafjarðardjúpi) - ミョゥイフィヨルズル (西部フィヨルド)
  - Vatnsfjörður (Ísafjarðardjúpi) - ヴァスフィヨルズル (イーサフィヤルザルデュープ)
  - Reykjarfjörður (Ísafjarðardjúpi) - レイキャルフィヨルズル (イーサフィヤルザルデュープ)
  - Ísafjörður - イーサフィヨルズル
  - Kaldalón - カルダロゥン
  - Jökulfirðir - ヨークルフィルジル
    - Leirufjörður - レイルフィヨルズル
    - Hrafnsfjörður - フラフンスフィヨルズル
    - Lónafjörður - ロゥナフィヨルズル
    - Veiðileysufjörður (Jökulfjörðum) - ヴェイジレイスフィヨルズル (ヨークルフィルジル)
    - Hesteyrarfjörður - ヘストエイラルフィヨルズル

### フーナ湾

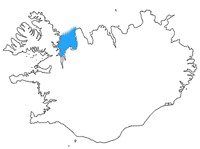
フーナ湾の位置

フーナ湾の地図

以下は、フーナ湾（Húnaflói, フーナフロゥイ）にあるフィヨルドである。
- Furufjörður - フルフィヨルズル
- Þaralátursfjörður - サララゥトゥルスフィヨルズル
- Reykjarfjörður nyrðri - 北レイキャルフィヨルズル（レイキャルフィヨルズル・ニルズリ）
- Bjarnarfjörður nyrðri - 北ビャルトナルフィヨルズル（ビャルトナルフィヨルズル・ニルズリ）
- Eyvindarfjörður - エイヴィンダルフィヨルズル
- Ófeigsfjörður - オゥフェイグスフィヨルズル
- Ingólfsfjörður - インゴゥルフスフィヨルズル
- Norðurfjörður - ノルズルフィヨルズル
- Reykjarfjörður (Ströndum) - レイキャルフィヨルズル (フーナ湾)
- Veiðileysufjörður (Ströndum) - ヴェイジレイスフィヨルズル (フーナ湾)
- Bjarnarfjörður - ビャルトナルフィヨルズル
- Steingrímsfjörður - ステイングリムスフィヨルズル
- Kollafjörður (Ströndum) - コトラフィヨルズル (フーナ湾)
- Bitrufjörður - ビトルフィヨルズル
- Hrútafjörður - フルータフィヨルズル
- Miðfjörður - ミズフィヨルズル
- Húnafjörður - フーナフィヨルズル

### 中北部
- Skagafjörður - スカーガフィヨルズル
- Siglufjörður - スィグルフィヨルズル
- Héðinsfjörður - ヒェジンスフィヨルズル
- Ólafsfjörður - オゥラフスフィヨルズル
- Eyjafjörður - エイヤフィヨルズル
- Þorgeirsfjörður - ソルゲイルスフィヨルズル
- Hvalvatnsfjörður - クヴァールヴァスフィヨルズル
- Skjálfandi - スキャゥルヴァンディ

### 北東部
- Öxarfjörður - エクサールフィヨルズル
- Þistilfjörður - システィルフィヨルズル
  - Lónafjörður (Þistilfirði) - ロゥナフィヨルズル (北アイスランド東部)
- Bakkaflói - バッカ湾（バッカフロゥイ）
  - Finnafjörður - フィンナフィヨルズル
  - Miðfjörður (Bakkaflóa) - ミズフィヨルズル (北アイスランド東部)
  - Bakkafjörður - バッカフィヨルズル
- Vopnafjörður - ヴォプナフィヨルズル
  - Nýpsfjörður - ニープスフィヨルズル
- Héraðsflói - ヒェラズス湾（ヒェラズスフロゥイ）

### 東部フィヨルド
以下は主に東アイスランド（Austurland, オイストルラント）地方にあるフィヨルドである。総称して東部フィヨルド（オイストフィルジル Austfirðir, 「東の峡湾群」の意味）と呼ばれることもある。
- Borgarfjörður eystri - 東ボルガルフィヨルズル（ボルガルフィヨルズル・エイストリ）
- Loðmundarfjörður - ローズムンダルフィヨルズル
- Seyðisfjörður - セイジスフィヨルズル
- Mjóifjörður (Austfjörðum) - ミョゥイフィヨルズル (東アイスランド)
- Norðfjarðarflói - ノルズフィヤルザル湾（ノルズフィヤルザルフロゥイ）
  - Norðfjörður - ノルズフィヨルズル
  - Hellisfjörður - ヘトリスフィヨルズル
  - Viðfjörður - ヴィズフィヨルズル
- Reyðarfjörður - レイザルフィヨルズル
  - Eskifjörður - エスキフィヨルズル
- Fáskrúðsfjörður - ファゥスクルーズスフィヨルズル
- Stöðvarfjörður - ストズヴァルフィヨルズル
- Berufjörður - ベールフィヨルズル

### 南東部
- Hamarsfjörður - ハーマルスフィヨルズル
- Álftafjörður - アゥルタフィヨルズル (東アイスランド)
- Lónsfjörður - ロゥンスフィヨルズル
- Papafjörður - パーパフィヨルズル
- Skarðsfjörður - スカルズスフィヨルズル
- Hornafjörður - ホルトナフィヨルズル